# Manglares de la Mosquitia
Los manglares de la Mosquitia conforman una ecorregión en Centroamérica en la costa caribeña de Mosquitia que pertenece al bioma de los manglares. Los manglares de Mosquitia se extienden desde la costa oriental de Honduras en el departamento de Gracias a Dios hasta la costa caribeña de Nicaragua en la bahía de Punta Gorda. La ecorregión también incluye a las islas del Maíz.

## Descripción

Plano de la zona de la ecorregión de los manglares de la Mosquitia, empezando en la costa oriental hondureña hasta el sur de Nicaragua.

### Hidrografía
La ecorregión empieza en el río Patuca en Honduras y termina en la bahía de Punta Gorda en el sureste de Nicaragua. La densidad de manglares es más alta en la zona norte de la ecorregión en las zonas de Honduras ya que al sur en la zona de la bahía de Punta Gorda domina más el agua dulce que impide el crecimiento de mangles.
Varios ríos fluyen por la ecorregión como el río Cruta, río Coco o río Segovia, río Likus, río Wawa, río Kukalay y el río Punta Gorda. La costa hondureña de la ecorregión también tiene numerosas extensas lagunas, como las lagunas de Caratasca, Tansin y Warunta. Junto con los ríos, estas lagunas componen un complejo sistema ecológico.

### Especies de mangles
Los manglares de la Mosquitia contienen una gran diversidad de especies de mangles como el mangle rojo (Rhizophora mangle), mangle negro (Avicennia germinans), mangle blanco (Laguncularia racemosa), mangle Zaragoza (Conocarpus erectus) y el mangle caballero/zapatero (Rhizophora harrisonii). De vez en cuando, la ecorregión también tiene algunos ejemplares del mangle piñuelo (Pelliciera rhizophorae).